# Кічарово
Кічарово (пол. Kiczarowo) — село в Польщі, у гміні Старґард Старгардського повіту Західнопоморського воєводства.
Населення — 214 осіб (2011).
У 1975-1998 роках село належало до Щецинського воєводства.

## Демографія
Демографічна структура станом на 31 березня 2011 року:
|          | Загалом | Допрацездатний вік | Працездатний вік | Постпрацездатний вік |
| -------- | ------- | ------------------ | ---------------- | -------------------- |
| Чоловіки | 111     | 23                 | 81               | 7                    |
| Жінки    | 103     | 23                 | 67               | 13                   |
| Разом    | 214     | 46                 | 148              | 20                   |